# Slaget vid Vicenza
Slaget vid Vicenza utkämpades mellan kejsardömet Österrike och Kyrkostaten, den 10 juni 1848, under Första italienska frihetskriget. Slaget stod i och omkring staden Vicenza i norra Italien och slutade med att den föll i österrikiska händer. Vicenzas strategiska läge gjorde att dess fall fick katastrofala följder för det fortsatta kriget mot österrikarna.

## Slaget
Efter nederlaget vid Goito avancerade Radetzky mot den befästa staden Vincenza som försvarades av en italiensk styrka på 11 000 man under Giovanni Durando. Radetzky beslöt sig för att gå till anfall och hade drygt 30 000 man till sitt förfogande. Den 10 juni inleddes stormningen som koncentrerades till de italienska ställningarna på Monte Berico som föll efter hårda strider. Efter ett misslyckat motanfall bedömde den italienska ledningen att staden inte längre kunde försvaras och inledde förhandlingar med österrikarna.  Man kom överens om att italienarna skulle ge upp Vicenza till Radetzkys trupper mot fritt avtåg för garnisonen samt att man förband sig att inte strida mot kejsardömet under tre månaders tid.   

### Webbkällor
- http://www.museicivicivicenza.it/en/mrr/percorso.php/1019